# Магния
Магния (араб. مغنية‎) — город на северо-западе Алжира, на территории вилайета Тлемсен. Административный центр одноимённого округа.

## Географическое положение
Город находится в северо-западной части вилайи, вблизи границы с Марокко, на одноимённой равнине, к западу от реки Тафина. Абсолютная высота — 363 метра над уровнем моря.

Магния расположена на расстоянии приблизительно 475 километров к западу-юго-западу (WSW) от столицы страны Алжира.

## Демография
По данным переписи, на 2008 год население составляло 114 634 человек.
Динамика численности населения города по годам:
| 1977   | 1987   | 1998   | 2008    | 2012    |
| ------ | ------ | ------ | ------- | ------- |
| 39 294 | 62 137 | 95 904 | 114 634 | 129 396 |

## Транспорт
Ближайший к городу аэропорт — Ангадс (Марокко).

## Экономика
Основу экономики города составляет сельское хозяйство. Основными продуктами городского экспорта являются зерно и шерсть.

## Известные уроженцы
- Ахмед бен Белла — первый президент Алжира.